# Aphanocephalus insularis
Aphanocephalus insularis is een keversoort uit de familie Discolomatidae. De wetenschappelijke naam van de soort is voor het eerst geldig gepubliceerd in 1918 door Grouvelle.